# Руме
Ру́ме (нем. Rhume) — река в Германии, протекает по земле Нижняя Саксония. Правый приток Лайне. Площадь бассейна реки составляет 1200 км². Длина реки — 48 км.
Река начинается в одноимённом карстовом источнике, который питается мощной подземной рекой. Со времени раннего неолита, культуры линейно-ленточной керамики, источник служил местом приношений и поклонения.
В верхнем течении река протекает по территории природного заповедника Rhumeaue/Ellerniederung/Gillersheimer Bachtal.